# Фернандо Монтіель
Ферна́ндо Монтіе́ль (ісп. Fernando Montiel, нар. 1 березня 1979, Лос-Мочіс, Мексика) — мексиканський боксер-професіонал, чемпіон світу за версією WBO (2000—2002) у найлегшій вазі, за версією WBO (2002—2003, 2005—2008) у другій найлегшій вазі, за версією WBC (2010—2011) та WBO (2010—2011) у легшій вазі.

## Професіональна кар'єра
Монтіель дебютував на професійному рингу 1996 року.
15 грудня 2000 року, нокаутувавши чемпіона світу за версією WBO в найлегшій вазі мексиканця Ісідро Гарсію, здобув перший титул чемпіона світу, який захистив тричі.
22 червня 2002 року переміг чемпіона світу за версією WBO в другій найлегшій вазі панамця Педро Алькасара і став чемпіоном світу в другій ваговій категорії. Провів один вдалий захист титулу, а 16 серпня 2003 року програв екс-чемпіону світу в двох вагових категоріях американцю Марку Джонсону.
9 квітня 2005 року Монтіель переміг нокаутом чемпіона світу за версією WBO в другій найлегшій вазі Івана Ернандеса (Мексика), який відібрав титул у Марка Джонсона, і вдруге став чемпіоном світу за версією WBO в другій найлегшій вазі.
Після двох вдалих захистів титулу 27 травня 2006 року Фернандо Монтіель вийшов на бій проти чемпіона світу за версією WBO в легшій вазі співвітчизника Джонні Гонсалеса, але зазнав поразки розділеним рішенням.
Впродовж 2007 — 2008 років Монтіель провів п'ять захистів звання чемпіона в другій найлегшій вазі, після чого перейшов до наступної вагової категорії.
28 березня 2009 року Монтіель завоював в бою звання «тимчасового» чемпіона світу за версією WBO в легшій вазі, а 13 лютого 2010 року — звання повноцінного чемпіона світу за версією WBO в легшій вазі.

### Монтіель проти Хасегави
30 квітня 2010 року на арені «Будокан» в Токіо відбувся об'єднавчий бій між місцевим чемпіоном світу за версією WBC Хасегава Ходзумі, який мав 10 вдалих захистів титулу чемпіона, і чемпіоном світу за версією WBO Фернандо Монтіелем. Мексиканець здобув блискучу перемогу, нокаутувавши японця в 4 раунді, і відібрав в нього титул чемпіона WBC. Своїм потужним лівим боковим ударом Монтіель зламав щелепу японського боксера.
Того ж 2010 року Монтіель здобув перемоги над Рафаелем Консепсьйоном і Джованні Сото.

### Монтіель проти Донера
19 лютого 2011 року в Лас-Вегасі на арені Мандалай-Бей Фернандо Монтіель зустрівся з філіппінцем  Ноніто Донером. І Донер, і Монтіель володіли дуже жорстким ударом і перед боєм обіцяли нокаутувати один одного. У другому раунді Фернандо потужно пробив справа (і навіть попав), але в той же час Ноніто послав ще потужніший контрудар зліва. Монтіель важко впав, важко піднімався, але рефері дав йому можливість продовжити бій, втім після кількох добиваючих ударів Донера зупинив бій. 
Таким чином, Донер став чемпіоном у третій ваговій категорії, а Монтіель вперше програв нокаутом.
Журнал Ринг відзначив нокаутуючий удар Донера званням нокаут 2011 року.
Після поразки від Донера Монтіель виступав ще протягом 5 років і 14 листопада 2015 року виходив на бій проти чемпіона IBF у напівлегкій вазі Лі Селбі, але зазнав поразки за очками.
30 квітня 2016 року провів останній бій, програвши нокаутом співвітчизнику Хорхе Лара.